# 佳兆業美好
佳兆業美好集團有限公司（前稱：佳兆業物業，港交所：2168）成立於1999年，是地產商佳兆業集團旗下從事物業管理服務的公司，主要業務為在中國大陸提供物業管理及相關的物業綜合服務。
2018年11月，佳兆業物業在香港進行公開招股，招股價介乎9至10.88港元，集資規模大約2.8億至3.81億港元。
2019年7月，佳兆業物業易名為佳兆業美好。
2020年，佳兆業物業先後收購寧波朗通物業服務有限公司60%股權和浙江瑞源物業60%股權。
2021年11月，佳兆業集團（01638）承認旗下「錦恆財富」發行、佳兆業集團擔保的一款理財產品逾期未能兌付，同系的佳兆業健康、佳兆業美好、佳兆業資本（00936）於11月5日同時停牌。

## 外部連結
- 佳兆業美好 （页面存档备份，存于）